# The Clan of Munes

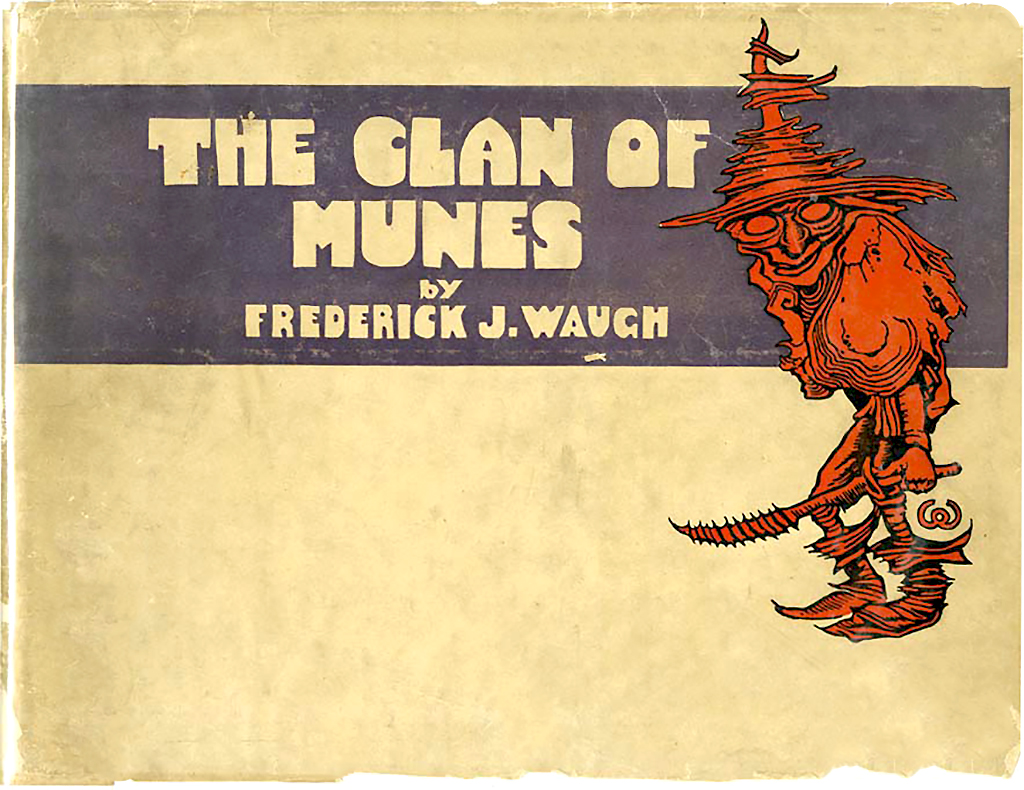
Originalcover (1916)

The Clan of Munes ist ein Fantasy-Roman und Kinderbuch des US-amerikanischen Malers und Illustrators Frederick Judd Waugh. Das selbstbebilderte Buch erschien 1916 und blieb das einzige schriftstellerische Werk des bekannten Marinemalers.

## Handlung
Die Geschichte wird aus der Perspektive eines Ich-Erzählers geschildert.
Unter der Erdkruste explodiert eine riesige, mit Gas gefüllte Blase, dort wo die Meerestiefe 50 nautische Fäden beträgt. Durch die Wucht der Explosion gelangen Fels und Sand an die Oberfläche. Vögel lassen darin Samen fallen, die im Seegras aufgehen und zu gewaltigen Fichtenwäldern heranwachsen. Eines Tages kommt ein indianischer Zauberer aus dem Norden, der danach strebt, ein mächtiger Magier im Stil der Tlingit oder Haida zu sein. Er sammelt einige umherliegende Fichtenhölzer auf, setzt sie zu Figuren zusammen und erweckt sie zum Leben, indem er sie mit einem Zaubertrank übergießt und im Tiefschnee vergräbt. Nach und nach verpasst er den so geschaffenen Munes Eigenschaften nach seinem Geschmack und macht sie etwa immun gegen Feuer. Bald stoßen seine Zauber jedoch an ihre Grenzen und er muss erkennen, dass seine Schöpfung ein Eigenleben entwickelt. Nach einer Phase der Lethargie entledigt er sich eines Usurpators und gewinnt die Kontrolle über den Stamm zurück. Er erschafft Kühe, an deren Milch sich die Munes laben, bis sie fett werden, und eine monströse Ameise, die ihnen das Fett wieder vom Leib nagt. Schließlich haben die Holzmenschen aber genug vom Zauberer und seiner Magie, zerstören sein Haus und seine Besitztümer und verjagen ihn, um endlich ein selbstbestimmtes Leben führen zu können. 

## Illustrationen

Illustrationen zu The Clan of Munes (1914–1916)
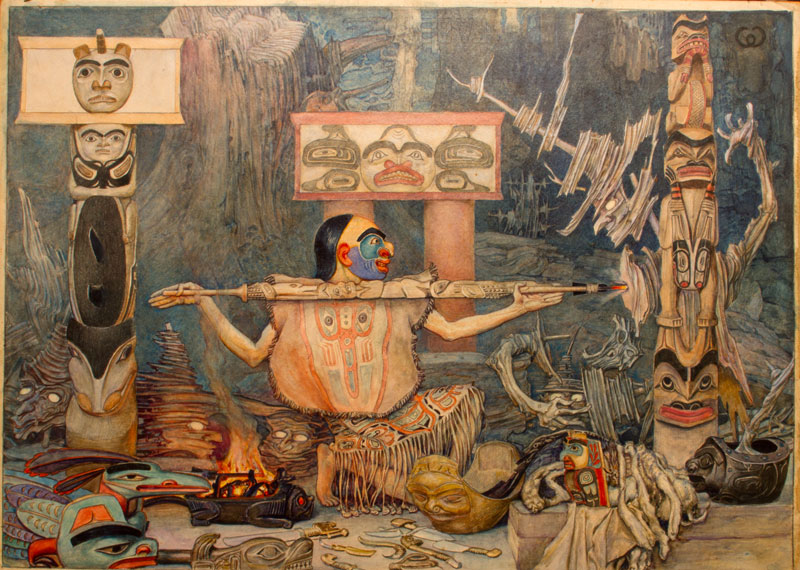
Der Zauberer bereitet die Beschwörung der Munes vor
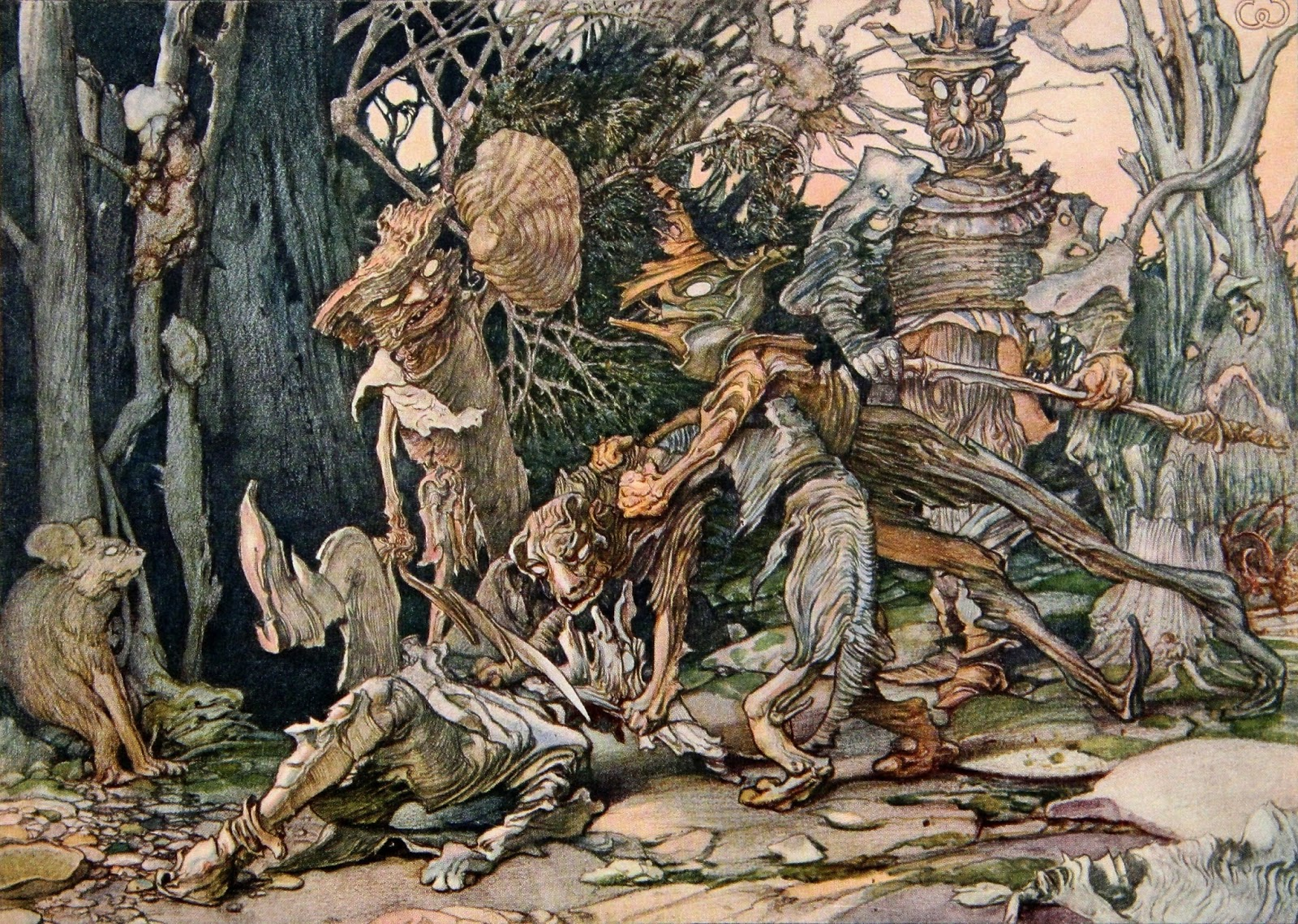
Munes mit Hund in verschiedenen Ausprägungen
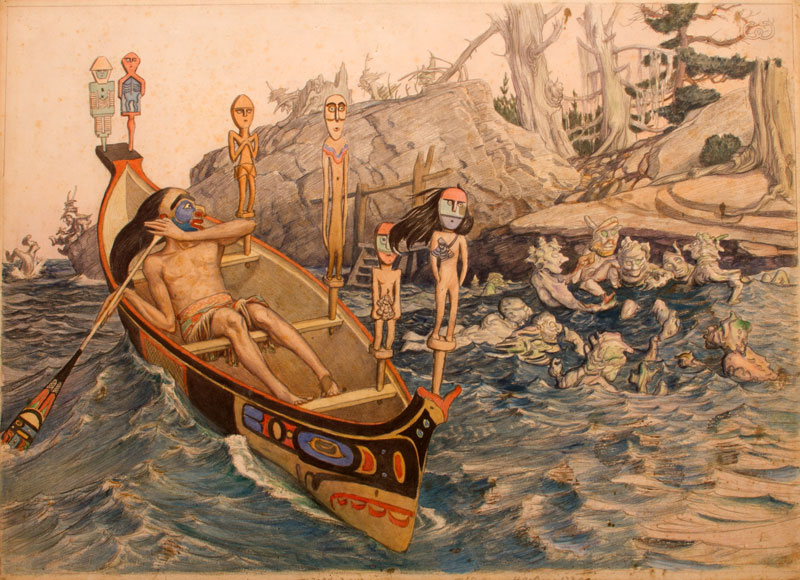
Der Zauberer belauscht eine Gruppe Munes von seinem Kanu aus
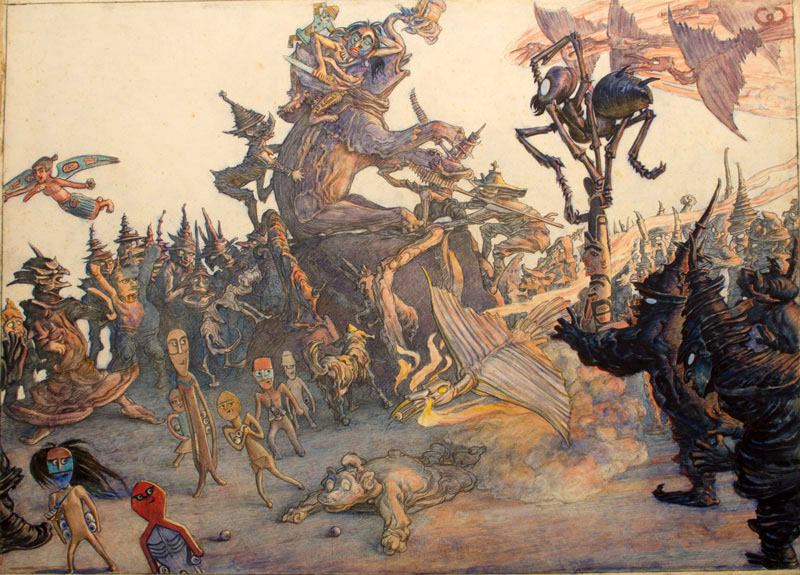
Die Munes verjagen den Zauberer und seine Totems

## Hintergrund
Frederick Judd Waugh besuchte die Künstlerkolonie Monhegan Island erstmals um 1911. In den darauffolgenden Jahren verbrachte er viel Zeit auf dem kleinen Eiland zwölf Meilen vor dem Festland von Maine und nahm sich dabei eine Auszeit vom Malen und Skizzieren. An der felsigen Küste sammelte er knorrige Wurzeln und Äste von Fichten, die er in die zentralen Figuren eines Märchens für seine Familie verwandelte. Innerhalb von vier Jahren schuf der Künstler, inspiriert von den Indianervölkern der Haida und Tlingit im Pazifischen Nordwesten, einen Text samt Illustrationen, der schließlich im November 1916 bei Charles Scribner’s Sons in Romanform erschien. Trotz positiver Kritiken blieb das lediglich 56 Seiten umfassende Buch ein Ladenhüter und Waugh kaufte die verbliebenen Exemplare vom Verleger zurück. Als Folge davon sind heute nur wenige Stück im Umlauf und werden im Internet zu entsprechenden Preisen angeboten. Der Text ist bei gewissen Anbietern als E-Book verfügbar.
Alle 28 Originalzeichnungen befinden sich im Besitz des Edwin A. Ulrich Museum of Art an der Wichita State University und wurden zuletzt Anfang des Jahres 2014 zusammen mit zwei von Waugh selbstgebastelten Munes ausgestellt.